# دانشجوی روستایی تازه‌وارد
دانشجوی روستایی تازه‌وارد (انگلیسی: Fresh from the Farm) یک فیلم کمدی صامت کوتاه به کارگردانی هال روچ است که در سال ۱۹۱۵ منتشر شد. از بازیگران این فیلم می‌توان به هارولد لوید اشاره کرد.